# WASG
WASG（「労働と社会的公正：ヴァールアルターナティーヴェ(新しい生活の選挙による選択)」 ドイツ語: Arbeit & soziale Gerechtigkeit – Die Wahlalternative、英語: Labour and Social Justice – The Electoral Alternative」は、左翼党を形成した2大政党のうちの1つであり、ドイツ社会民主党の左派系（中央派左派を含む）の派閥が同党を集団離党して結成した政党。
2005年に、この WASGと民主社会党 (PDS)が、統一会派より更に踏み込んだ連合としての政党連合「左翼党」(Die Linkspartei) を結成し、2007年6月17日に正式に合併して、同名の政党「左翼党」となった。
組織形成の直接の原因は、赤緑連合政権で新自由主義的な改革路線（ネオリベ路線）を採った党内右派のゲアハルト・シュレーダー首相率いるドイツ社会民主党 (SPD) 指導部に失望し、反発したSPD内の左派が、2005年1月に一斉離党・独立して結成した。その後、SPD左派の大物政治家オスカー・ラフォンテーヌ元財務大臣（元SPD党首）が加わり、総選挙を闘った。

## 経過
WASGは、政府に批判的なSPDの党員や労働組合員が、当初「労働と社会正義」クラブとしていたものを2004年の討議の過程で、より上位の政党を構成するものとして、2005年2月22日形成された。
2006年6月16日にWASGとPDSの統合を問う直接選挙が成功をおさめ、正式に「左翼党」という党名が決定した。
2007年3月党員数が、11,600人であった。2006年12月31日には減少していために、2007年9月に8,944人が遅れて入党した。